# Einar Þorvarðarson
Einar Örn Þorvarðarson (* 12. August 1957) ist ein isländischer Sportfunktionär sowie ehemaliger Handballtrainer und Handballspieler.

## Karriere
Der 1,93 m große Torwart durchlief alle Jugendmannschaften von HK Kópavogur und spielte vier Jahre für die erste Mannschaft. Über Valur Reykjavík kam er 1985 nach Spanien zum Erstligisten Coronas Tres de Mayo.

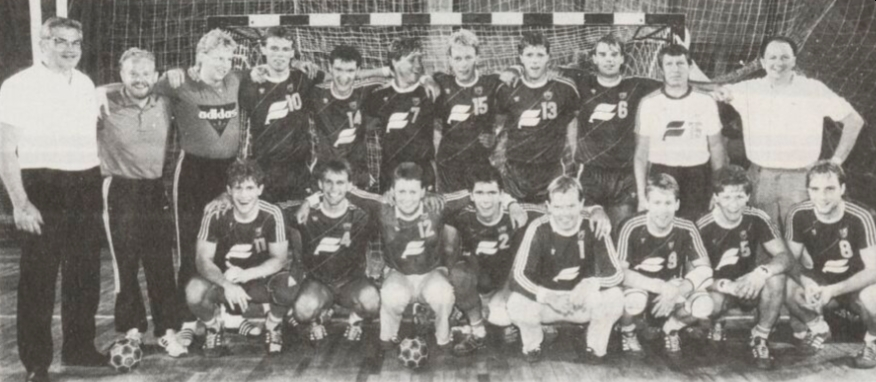
Vorne Vierter von rechts: Einar Þorvarðarson (Nr. 1) mit der isländischen Auswahl vor der B-Weltmeisterschaft 1989.

Für die isländische Nationalmannschaft bestritt er 227 Länderspiele. Bei den Olympischen Spielen 1984 erreichte er mit dem Team den sechsten Platz, bei den Olympischen Spielen 1988 den achten Rang. Zudem nahm er an den Weltmeisterschaften 1986 und 1990 teil. Mit Island gewann er die B-Weltmeisterschaft 1989.
Als Trainer betreute er von 1991 bis 1994 UMF Selfoss, später UMF Afturelding und Haukar Hafnarfjörður. Bei der isländischen Nationalmannschaft arbeitete er acht Jahre lang als Assistenztrainer. Für den isländischen Handballverband war er auch beschäftigt.

## Privates
Einar Þorvarðarson ist verheiratet und hat drei Kinder sowie mehrere Enkelkinder.